# Mary Louise McLaughlin
Mary Louise McLaughlin (Cincinnati, 29 settembre 1847 – 19 gennaio 1939) è stata una ceramista statunitense, una dei più importanti esponenti dell'American Art Pottery movement sviluppatosi negli Stati Uniti dal 1873 al 1889.
Questo periodo artistico è connotato da tre eventi principali: l'uso della tecnica nota come "la maiolica di Cincinnati", la fondazione del Rookwood Pottery di Cincinnati (1880) ad opera di Maria Longworth Nichols Storer ed il primo riconoscimento internazionale della ceramica americana (1889).  In questo contesto McLaughlin si rivelò una personalità fortemente innovatrice e poliedrica: definita da Adelaïde Alsop Robineau, abile ceramista e coordinatrice della rivista Keramic Studio, come la "pioniera della ceramica", fu la promotrice del Cincinnati Pottery Club e la prima ceramista americana a realizzare finissime decorazioni con la tecnica della maiolica.

## Biografia

### I primi anni
Mary Louise McLaughlin nacque nel 1847 a Cincinnati e fu la più giovane di tre fratelli, George McLaughlin e James W. McLaughlin. Tutti e tre entrarono nel mondo dell'arte: George divenne scultore, James un architetto affermato. Alcune delle sue costruzioni più celebri sono il Cincinnati Art Museum e l'Art Academy di Cincinnati.
Dimostrando un talento precoce per l'arte, nel 1871 Mary Louise frequentò la scuola privata per ragazze di Miss Appleton e successivamente la School of Design of the University of Cincinnati. Grazie alle lezioni tenute dallo scrittore Benjamin Pitman sulla pittura di vasellame e all'esposizione di Maria Longworth Nichols Storer, si avvicinò allo studio della ceramica, e iniziò a produrre ritratti sulla porcellana, diventando piuttosto abile con quelli in miniatura.

### La carriera artistica
McLaughlin diede il via alla sua carriera entrando a far parte di un gruppo di pittori che decoravano oggetti da vendere all'asta al Centennial Tea Party (1875), con lo scopo di raccogliere fondi per presentare le opere d'arte di Cincinnati all'Esposizione centennale di Filadelfia del 1876. Questa rassegna fu fondamentale per la creazione dell'Art Pottery Movement, perché fornì l'opportunità a molti ceramisti di entrare in contatto con opere provenienti da diversi paesi, come la Francia, il Giappone e il Regno Unito.
Le ceramiche francesi di Haviland & Co. di Limoges colpirono in modo particolare Mary Louise perché risultavano smaltate con la tecnica della porcellana di Limoges, non ancora diffusa negli Stati Uniti. Dopo aver analizzato la produzione di Haviland, nel 1877 McLaughlin creò delle ceramiche utilizzando lo stesso metodo e colori fatti arrivare direttamente da Parigi.
Nello stesso anno scrisse il primo manuale sulla pittura di ceramiche degli Stati Uniti, il China Painting: A Practical Manual for the Use of Amateurs in the Decoration of Hard Porcelain. In questa guida vennero analizzate in modo chiaro e semplice tutte le informazioni di base utili per questa pittura. Il manuale divenne popolare presso il pubblico femminile: fu pubblicato in almeno dieci edizioni e vendette oltre ventimila copie. Sempre nel 1877 McLaughlin incontrò Patrick Coultry, un ceramista impegnato anche nel commercio, per acquisire l'esperienza necessaria per creare un'impresa, ma anche per osservare la sua produzione. L'anno successivo McLaughlin esibì le sue opere create seguendo un metodo simile a quello di Haviland in una loan exhibition, per guadagnare proventi utili a finanziare il futuro Cincinnati Art Museum, e partecipò anche all'Esposizione universale di Parigi sempre di quell'anno. Queste mostre suscitarono l'interesse di Elizabeth Williams Perry, al vertice nell'organizzazione e promozione di donne con talento artistico, e portavoce di molti movimenti artistici femminili a Cincinnati. Elizabeth esortò Mary Louise ad insegnare il suo nuovo metodo di decorazione ad altre donne. Inizialmente rifiutò il consiglio, ma nel 1879 cambiò idea e decise di insegnare la sua tecnica.

### Il Cincinnati Pottery Club
Nel 1879 Mary Louise avviò con Clara Newton e Laura Ann Fry l'associazione di ceramiche Cincinnati Pottery Club, il primo laboratorio di ceramica femminile in America, con lo scopo di formare le competenze necessarie per ideare nuove tecniche artistiche, in cambio del pagamento di una quota associativa. Per promuovere le opere create da donne, invitò tredici ceramiste a far parte del club, tra cui la ceramista concorrente Maria Longworth Nichols Storer che però declinò l'invito. All'inizio il Pottery Club per comodità cuoceva la maiolica nelle fornaci del laboratorio di ceramiche di Frederick Dallas, ceramista conosciuto per la sua influenza nei primi anni della ceramica d'arte di Cincinnati e particolarmente apprezzato per la maiolica artistica e la terracotta color crema. Successivamente, per avere più controllo sull'andamento della cottura, McLaughlin decise di far costruire una fornace per la cottura a bassa temperatura.

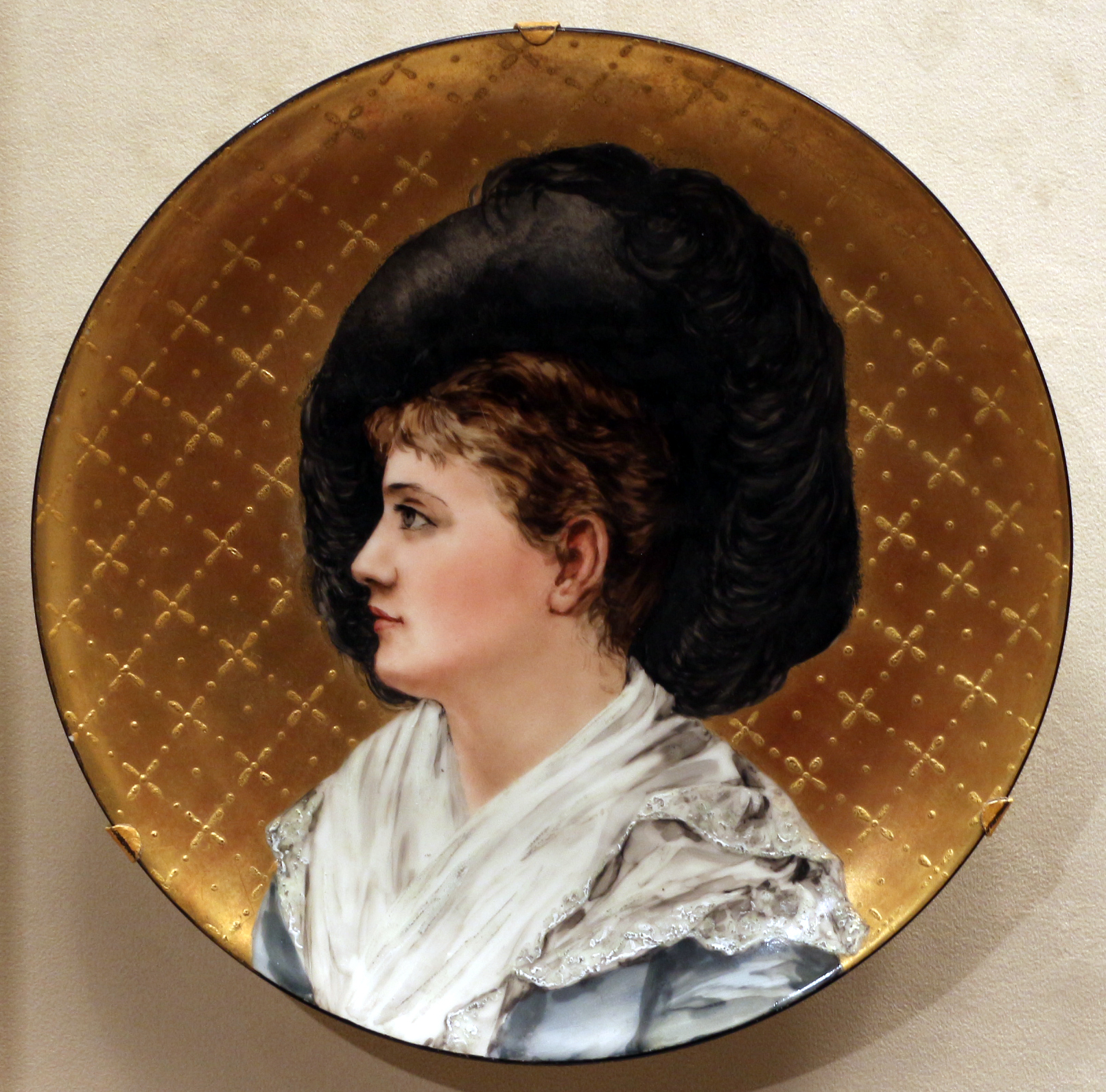
Placca con ritratto di Esther McLaughlin, 1882

Nel 1880 pubblicò Pottery Decoration under the Glaze, in cui vennero analizzati i passaggi della tecnica di decorazione sotto smalto utilizzata dopo l'Esposizione del 1876. Nello stesso anno produsse il suo più famoso lavoro, Ali Baba Vase, una grande giara decorata in stile giapponese con uno sfondo color verde salvia, sopra il quale furono dipinti dei fiori d'ibisco cinese.
Nel giugno dell'anno successivo morì Frederick Dallas, il suo negozio venne chiuso e con questo anche i forni messi a disposizione del Pottery Club. McLaughlin dovette affittare una stanza al Rookwood Pottery, il laboratorio fondato da Nichols nel 1881, per poter far lavorare il suo gruppo, ma due anni dopo venne sfrattata dalla proprietaria. Sebbene McLaughlin continuasse a dipingere la ceramica, nel 1885 smise di lavorare l'argilla ed iniziò ad occuparsi di altri progetti, come lavori in metallo e ritratti su tela.
Nel 1888 la ceramista scrisse Painting in Oil: A Manual of Use for Students, in cui manifestò il suo entusiasmo per il cambiamento artistico avvenuto con l'arrivo dell'impressionismo, con il quale si affermò la preferenza per una verniciatura delle superfici degli oggetti sottile, rispetto ad una più spessa. La nuova concezione della tinteggiatura si diffuse nelle arti figurative, come dimostrato da due esponenti del movimento artistico come Édouard Manet e John Singer Sargent, i quali preferivano che gli strati di superficie dipinta risultassero più visibili rispetto alle opere di stile accademico. Questa concezione si estese anche alle arti decorative, e ricevette l'approvazione della stessa McLaughlin che dichiarò: "Un rivestimento pesante di vernice non è né desiderabile per l'effetto artistico né per la conservazione dell'immagine".
Nel 1889 la ceramista statunitense ottenne una medaglia d'argento all'Esposizione Universale di Parigi e partecipò ad un corso di pittura organizzato da Nichols e dal pittore Frank Duveneck. Dopo il corso allestì una mostra personale presso Frederick Keppel & Co. a New York (1892), in cui espose dipinti ad olio, ceramica artistica, acquerelli, sculture in legno, incisioni e decorazioni incise su metallo.
Nel 1894 morì il fratello George, e per il dolore provato Mary Louise si prese un periodo di pausa per stare vicino al fratello James, fino al 1898.

### La fine della carriera
Dopo questo periodo di lutto, riprese a creare della porcellana su consiglio di Charles Fergus Binns, mastro vasaio, direttore e fondatore del New York State College of Ceramics, venuto appositamente negli Stati Uniti dal suo laboratorio di porcellana Royal Worcester, Inghilterra. McLaughlin compose un libro mastro personale, il Losanti Record Book, in cui annotava le forme, gli smalti, i corpi e gli oggetti di porcellana che produsse dal 1898 al 1904. La ceramista decise di esporre le sue ceramiche alla mostra primaverile del museo di Cincinnati (1899) ed all'Esposizione Universale di Parigi nel 1900.
Successivamente Mary Louise partecipò all'Esposizione pan-americana di Buffalo nel 1901, dove vinse una medaglia di bronzo e ricevette l'apprezzamento del noto critico d'arte Russell Sturgis, che acquistò dodici vasi Losanti. Questa tipologia di ceramica veniva cotta solo una volta, ed alcuni effetti dei colori erano simili a quelli degli antichi vasi cinesi e giapponesi. McLaughlin chiamò il vaso "Losanti" dal nome originale di Cincinnati, Losantiville. L'ultima mostra in cui l'artista espose le proprie opere fu l'Esposizione internazionale della Luisiana a Saint Louis.

### Gli ultimi anni
Nel 1906 Mary Louise McLaughlin si ritirò dalla produzione di ceramica, ma continuò a redigere scritti accademici, come An Epitome of History nel 1923, in cui espose la storia del mondo concentrata sul governo, religione, filosofia, arti, scienza e letteratura. Il libro in questione fu il culmine degli interessi dell'autrice riguardanti la politica e la storia.
Nel 1937 Glenn Thompson del Cincinnati Enquirer, un quotidiano di Cincinnati, analizzò la vita ed i successi della ceramista McLaughlin. L'articolo venne notato da Ross Purd, segretario della American Ceramic Society ed editore dell’American Ceramic Society Bulletin, il quale decise di nominare Mary Louise membro onorario dell'American Ceramic Society nel 1938. Nello stesso anno Thompson decise di pubblicare la storia della carriera di McLaughlin nell'American Ceramic Society Bulletin. L'organizzazione dichiarò Mary Louise la prima ceramista americana ad aver utilizzato la decorazione sotto smalto per le proprie ceramiche, e l'ideatrice della tecnica utilizzata a Rookwood.
Nel 17 gennaio 1939 Mary Louise morì di attacco cardiaco, all'età di 92 anni.